# Novavax COVID-19ワクチン
Novavax COVID-19ワクチン（コードネーム: NVX-CoV2373、販売名: ヌバキソビッド筋注）は、アメリカ合衆国のバイオテクノロジー企業 Novavax によって開発されたCOVID-19ワクチンである。

## 概要
改変されたSARS-CoV-2スパイクタンパク質の遺伝子を含む、操作されたバキュロウイルスを作成することによって生成される。
製剤にはサポニンベースのアジュバントが含まれている。
このワクチンは21日間隔で2回投与され、摂氏2度から8度の範囲で安定して冷蔵保存できる。

## 開発の経緯
2020年1月に開発が開始された。同年3月、ノババックスはワクチン候補に関する前臨床および初期段階の治験のために、エマージェントバイオソリューションズ（EBS）との提携を発表した。ノババックスはEBSとのパートナーシップの下、EBSのボルチモア工場でワクチンを大規模に製造することになっていたが、ボルチモア工場でのジョンソン＆ジョンソンワクチンとオックスフォード-アストラゼネカワクチンの生産問題が続いたことから、EBSの負担を軽減するために、ノババックスはその後、米国政府が監督する新しい協定で別のメーカーと提携した。
英国では規制当局の承認を受け、英国政府向けに、富士フイルムディオシンスバイオテクノロジーズのビリンガムサイトで少なくとも6000万回分製造される。ノババックスはまた、発展途上国および低所得国向けの大量生産についてインド血清研究所と協定を締結、マビオン社によってスペインとポーランドで製造されることも報告されている。
2020年5月、コードネームNVX-CoV2373の候補の最初の人体に対する安全性研究がオーストラリアで開始された。
2020年7月、ノババックスは、臨床試験でワクチンが有効であることが示された場合、コロナウイルスワクチン候補の開発を促進するために、オペレーションワープスピードから、2021年までに16億ドルを受け取る可能性があると発表した。ノババックスのスポークスマンは「16億ドルは、保健社会福祉省と国防総省の間のコラボレーションから来ている」と述べた。同年 9月下旬、Novavaxは英国でコロナウイルスワクチンのテストの最終段階に入った。別の大規模な試験が米国で10月までに開始されることが発表された。
2020年12月、ノババックスは、国立アレルギー感染症研究所（NIAID）と米国保健社会福祉省生物医学先端研究開発局（BARDA）の資金提供を受けて、米国とメキシコでPREVENT-19（NCT04611802）フェーズ3試験を開始。
2021年5月3日、ノババックスは、12〜17歳の青年3,000人を対象とする第3相臨床試験を開始した。

## 技術
組換えナノ粒子ワクチンと称されるタンパク質サブユニットワクチンとウイルス様粒子（VLP）ワクチンの両方の特徴を有する。
このワクチンは、改変されたSARS-CoV-2スパイクタンパク質の遺伝子を含む操作されたバキュロウイルスを作成することによって生成される。
スパイクタンパク質は、タンパク質の融合前の形態を安定化するために、2つのプロリンアミノ酸を組み込むことによって変化する。この同じ2P修飾は、他のいくつかのCOVID-19ワクチンで使用されている。
次に、バキュロウイルスはSf9蛾細胞の培養物に感染し、スパイクタンパク質を生成して細胞膜に表示する。次に、スパイクタンパク質が収集され、合成脂質ナノ粒子上に組み立てられる。
直径約50ナノメートルで、それぞれが最大14個のスパイクタンパク質を表示している。

## 有効性
2021年1月28日、ノババックスにより、「英国で行われている第3相臨床試験の中間解析で89.3%の有効性を示した」と発表された。しかし501.V2変異体に対する有効率は約50〜60%である。
2021年3月12日、ノババックスは、ワクチン候補がCOVID-19の元の株の予防に96.4 ％有効であり、Alphaバリアントに対して86％有効であると発表した。それは、HIV / AIDSのない人々のベータ変異体に対して55％効果的であることが証明された。また、重度の病気の予防にも100％効果的であった。
2021年6月14日、ノババックスは米国およびメキシコにおいて、18歳以上の約30,000人が参加した第3相試験で、全体で90.4％の有効性を発表した。試験参加者で発見された合計77のCOVID-19症例のうち、14がワクチン群で発生し、63がプラセボ群で発生した。

## 日本への供給
2020年8月7日、ノババックスは、武田薬品工業に対し（当時）開発中の新型コロナウイルス感染症ワクチン「NVX-CoV2373」の日本における開発、製造、流通に向けた提携に関して基本合意した。
2021年12月16日、武田薬品工業はノババックスの組み換えタンパクワクチンについて、厚生労働省へ製造販売承認申請を行ったと発表した。
2022年4月19日、厚生労働省はノババックス製の組み換えタンパクワクチン「ヌバキソビッド」について正式に製造販売を承認した。なお、ノババックスの組み換えタンパクワクチンの法令上の名称は「組換えコロナウイルス（SARS-CoV-2）ワクチン」である。同年5月25日から日本での公的接種に使用されていた。
2023年12月25日、厚生労働省は武田薬品工業から供給を受けたノババックスのワクチンについてはこの日をもって有効期限を迎えたため、日本国内での公的接種が終了となった。同ワクチンは約824万回分が購入され、このうち、およそ約110万回分が自治体に配送された一方で、未使用分の約714万回分は廃棄となった。厚生労働省は「希望する国民全員に接種の機会を提供するため、廃棄は発生したがむだではなかったと認識している」としている。